# Nulevoj kilometr
Nulevoj kilometr (russisk: Нулевой километр) er en russisk spillefilm fra 2007 af Pavel Sanajev.

## Medvirkende
- Svetlana Khodtjenkova som Alina
- Aleksandr Lymarev som Kostja
- Konstantin Krjukov som Artur
- Ivan Zjidkov som Oleg
- Dmitrij Nagiev som Sergej Borisovitj